# Space Movie : La Menace fantoche
Pour plus de détails, voir Fiche technique et Distribution.
Space Movie : La Menace fantoche ((T)Raumschiff Surprise - Periode 1) est un film allemand parodique réalisé par Michael Herbig, sorti en 2004.

## Synopsis
En 2304, alors que la Terre, berceau de l’humanité, est assiégée par le consortium colonial de Mars, le gouvernement terrien décide de faire appel à l’équipage du vaisseau Surprise, dernier espoir de la galaxie. Le capitaine Kork, le docteur Spoky et l’imperturbable Rock vont alors répondre à l’appel de la princesse. Ils affronteront les plus grandes épreuves afin de sauver le destin de l’humanité.
Scène post-générique
Au cours de la pause thé à bord de l'USS Surprise, un personnage du film Qui peut sauver le Far West ?, fait son apparition.

## Fiche technique
- Titre original : (T)Raumschiff Surprise - Periode 1
- Titre français : Space Movie : La Menace fantoche
- Réalisation : Michael Herbig
- Scénario : Michael Herbig, Alfons Biedermann (de), Rick Kavanian
- Musique : Stefan Raab, Ralf Wengenmayr (de)
- Pays :  Allemagne
- Langue : allemand
- Format : couleur
- Genre : science-fiction, comédie
- Durée : 84 minutes
- Année de production : 2004

## Distribution
- Til Schweiger (V. F. : Charles Borg) : Rock Fertig Aus
- Michael Herbig : le docteur Spoky
- Christian Tramitz (de) : le capitaine Kork
- Anja Kling : Reine Metapha
- Rick Kavanian (de) (V. F. : Frédéric Souterelle) : Jens Maul / Schrotty / Pulle
- Sky du Mont : William le Dernier / Santa Maria
- Hans-Michael Rehberg : (V. F. : Bruno Dubernat) : Rogul

Source et légende : Version française (V. F.) sur RS Doublage

## Autour du film

### Les films parodiés
- Le Cinquième Élément
- Minority Report
- Star Trek
- Star Wars
- Retour vers le futur 3
- Chevalier
- Cyrano de Bergerac

### Allusions
- Le casque du Chevalier noir est dessiné sur le modèle du casque de Dark Vador.
- La scène où Kork et Spuck bondissent entre 3 téléporteurs est une parodie d'une émission de la télévision allemande 1, 2 oder 3.

## Sortie DVD
- Sorti : 15 juillet 2009 (France)
- Bonus : Les effets spéciaux, H202, Les chansons, Bande-annonce